# اتحاد سارلاند لكرة القدم
اتحاد سارلاند لكرة القدم  ((بالألمانية: Saarländischer Fussball-Verband)‏), the اس اف في, هي واحدة من 21 منظمة تابعة للدولة اتحاد ألمانيا لكرة القدم ، و دي اف بي ، وتشمل منطفة سارلاند .
«اتحاد سارلاند لكرة القدم» هو أيضًا جزء من (رابطة جنوب غرب كرة القدم الإقليمية) ، وهو واحد من خمس اتحادات إقليمية في ألمانيا. العضو الآخر في الاتحاد الإقليمي هو (رابطة جنوب غرب كرة القدم الألمانية) و (اتحاد راينلاند لكرة القدم)
في 2016, اتحاد سارلاند لكرة القدم لديه 98,112 عضو , 370 نادي و2,361 فريق يلعب في مستويات الدوري.

## التاريخ

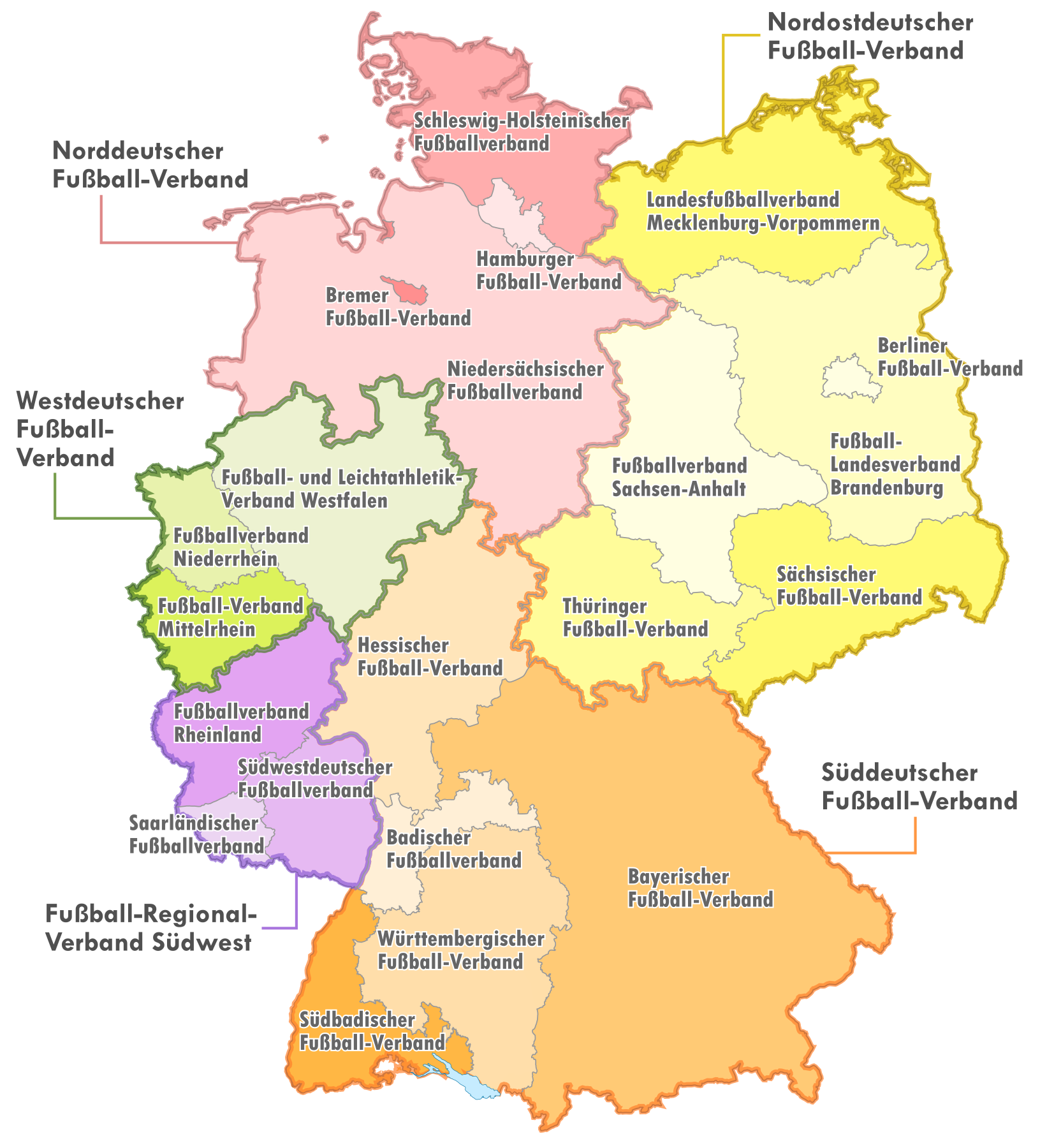
DFB ، انها خمس جمعيات إقليمية و 21 اتحاد دولة

تأسست في عام 1948 ، في ما كان آنذاك (محمية سار) ، أصبح أس أف بي أو جمعية سارلاند لكرة القدمالهيئة المنظمة لكرة القدم في المنطقة، عندما كان سار منقسم عن بقية ألمانيا المحتلة. رفض أس أف بي العضوية في اتحاد فرنسا لكرة القدم، في 17 يوليو 1949 عندما صوت 67٪ من مندوبي الاتحاد ضده. وبدلاً من ذلك، تم قبول أس أف بي كعضو في فيفا في يونيو عام 1950. من عام 1950 ، وبعد ذلك أصبح (هيرمان نويبيرغر) رئيسًا للاتحاد الألماني لكرة القدم، قاد دي أف بي أس أف بي وتفاوضت على قبول هذا الأخير إلى فيفا. شارك فريق كرة القدم الوطني في سارلاند في المسابقات الدولية، من بينها التأهل إلى كأس العالم 1954 حيث لعب ضد ألمانيا الغربية. في عام 1956 ، بعد إعادة توحيد المحمية مع ألمانيا الغربية، أصبح أس أف بي جزءًا من دي أف بي" مرة أخرى وتمت تسميته إلى جمعية سارلاند لكرة القدم